# Bnei Bathyra
Bnei Bathyra (in ebraico בני בתירא‎?, lett. "I Figli di Bathyra"; citati nel Talmud di Gerusalemme come זקני בתירא, lett. "Gli Anziani di Bathyra") era una famiglia di saggi ebraici che per un certo periodo di tempo furono alla guida del popolo ebraico, durante la Distruzione del Secondo Tempio - nell'era dei Zugot e vicino all'inizio dell'era dei Tannaim. Questa famiglia è nota per aver dato alla storia ebraica molti Saggi importanti nel corso di diverse generazioni. Cento anni prima della distruzione del Secondo Tempio, la discendenza di questi capi rabbinici venne rimpiazzata da Rabbi Hillel il Vecchio e sua dinastia.
I Saggi Bnei Bathyra sono considerati "Gedolei Hador", i grandi eruditi del mondo religioso di questa epoca, anche dopo la distruzione del Secondo Tempio, e sono rinomati per aver tenuto una posizione prominente tra i Saggi di Yavne. Si crede che alcuni Tannaim siano appartenuti a questa famiglia, uno dei quali sarebbe Judah ben Bathyra, che risiedeva a Nusaybin, a ovest di Babilonia.